# Hieracium filistramineum
Hieracium filistramineum es una especie de planta con flor del género Hieracium, de la familia Asteraceae, orden Asterales.

## Distribución
Hieracium filistramineum se distribuye por Noruega.

## Taxonomía
Fue descrita científicamente por Nota.
Tratamiento taxonómico
La especie aparece registrada y publicada en Tromsø Mus. Aarsh.